# Лагозухус
Лагозухус (Lagosuchus) је био архосаур из доба тријаса.

## Опис животиње
Имао је витко тело дужине до 40 cm са дугим ногама и дугачким репом. Ходао је на четири ноге, али се вероватно могао и усправити и трчати само на задњим ногама. Тло је додиривао само прстима. Заправо, имао је дуге метатарзалне кости које нису додиривале тло, па је искорак био дужи. Уз то да је имао и лагано тело, све то указује да је могао бити брз тркач.

## Исхрана
Сматра се да је био веома успешан у хватању инсеката и ситних гмизаваца.

## Фосилни налази
У Аргентини су пронађени скоро комплетни фосили четири скелета.